# Nikołaj Djakow
Nikołaj Jakowlewicz Djakow (ros. Николай Яковлевич Дьяков, ur. 22 listopada 1907 we wsi Jakimienki w guberni mohylewskiej, zm. 20 listopada 1980 w Kalininie) – radziecki działacz państwowy.

## Życiorys
Od sierpnia 1925 do czerwca 1929 był słuchaczem fakultetu robotniczego przy Leningradzkim Instytucie Politechnicznym im. Kalinina, od czerwca 1929 do lutego 1932 studiował na Wydziale Agrarno-Inżynieryjnym Moskiewskiej Akademii Rolniczej, od lutego 1932 do sierpnia 1933 był zastępcą dyrektora sowchozu zbożowego ds. politycznych we wsi Bałachta w Kraju Wschodniosyberyjskim, a od sierpnia 1933 do grudnia 1935 agronomem i szefem wydziału trustu zbożowego w Krasnojarsku. Od grudnia 1935 do kwietnia 1938 był dyrektorem sowchozu zbożowego w Kraju Krasnojarskim, od kwietnia 1938 do kwietnia 1940 szefem wydziału sowchozów zbożowych i zastępcą szefa Krasnojarskiego Krajowego Zarządu Sowchozów, od kwietnia 1940 do grudnia 1941 dyrektorem Krasnojarskiego Trustu Sowchozów Mleczno-Mięsnych, od 1940 należał do WKP(b). Od grudnia 1941 do października 1942 był zastępcą kierownika Wydziału Rolnego Krasnojarskiego Komitetu Krajowego WKP(b), od października 1942 do grudnia 1943 kierownikiem Wydziału Sowchozów Krasnojarskiego Komitetu Krajowego WKP(b), od maja 1947 do listopada 1952 II sekretarzem Komitetu Obwodowego WKP(b)/KPZR Tuwińskiego Obwodu Autonomicznego, a od listopada 1952 do lipca 1954 instruktorem Wydziału Organów Partyjnych, Związkowych i Komsomolskich/Wydziału Organów Partyjnych KC KPZR. Od lipca 1954 do marca 1955 był sekretarzem Kalinińskiego Komitetu Obwodowego KPZR, od 16 marca 1955 do 3 grudnia 1956 przewodniczącym Komitetu Obwodowego Kalinińskiej Rady Obwodowej, od grudnia 1956 do stycznia 1963 przewodniczącym Komisji Partyjnej przy Kalinińskim Komitecie Obwodowym KPZR, od stycznia 1963 do grudnia 1964 przewodniczącym Komisji Partyjnej przy Kalinińskim Wiejskim Komitecie Obwodowym KPZR, a od grudnia 1964 do marca 1965 p.o. przewodniczącego Kalinińskiej Obwodowej Komisji Planowej. Od marca 1965 do marca 1969 był przewodniczącym Kalinińskiej Obwodowej Komisji Planowej, następnie przeszedł na emeryturę, a od września 1969 do września 1974 był nauczycielem w Kalinińskiej Szkole Budownictwa Radzieckiego i Partyjnego. 5 stycznia 1950 został odznaczony Orderem Lenina.